# قضبان زغبي
القضبان الزغبي أو البتولة البيضاء أو القضبان الأبيض أو بتولا أو تامول، ويعرف خشبه باسم خشب البتولا الناعم وأيضًا باسم خشب البتولا الأبيض أو البتولا الأبيض الأوروبي أو البتولا المشعر، (الاسم العلمي:Betula pubescens) هو نوع من النباتات يتبع جنس القضبان من الفصيلة القضبانية. وهو نوع من الأشجار المتساقطة موطنه وفير في جميع أنحاء شمال أوروبا وشمال آسيا وتنمو في أقصى الشمال أكثر من أي شجرة أخرى عريضة الأوراق.
يرتبط ارتباطًا وثيقًا بالقضبان الفضي (القضبان المتدلي) وغالبًا ما يتم الخلط معه، ولكنه ينمو في أماكن أكثر رطوبة مع تربة أثقل وتصريف أقل؛ يمكن أيضًا الخلط بين الأشجار الصغيرة والقضبان القزمي.